# Astrid Hoßfeld-Bader
Astrid Hoßfeld-Bader (* 1939 in Duisburg) ist eine deutsche Rollkunstläuferin und erfolgreiche Trainerin; von 1965 bis 1968 wurde sie viermal Weltmeisterin.

## Biografie
Als Astrid Bader begann sie als Rollkunstläuferin in jungen Jahren. Sie startete für den Eis- und Rollsport-Club Bremerhaven (ERCB, vormals Roll- und Schlittschuh-Club Bremerhaven (RSCB)). Bei den Weltmeisterschaften von 1965 bis 1968 wurde sie viermal Weltmeisterin in Folge. Sie wurde 1965 und 1968 Deutsche Meisterin.
Nach ihrer aktiven Laufbahn heiratete sie im August 1971 in Bremerhaven und ihre Hochzeitsreise führte sie 5 Wochen später nach Wien, wo sie am 23. September in der 4. Folge von Hans Rosenthals Fernsehquiz für Schnelldenker Dalli Dalli als Kandidatin zu Gast war.
Sie wurde Trainerin beim ERC Bremerhaven und führte viele ihrer Schützlinge zu nationalen und internationalen Erfolgen, so u. a. Michael Butzke (* 1960, fünffacher Weltmeister der 1970er/1980er Jahre), Birgit Melchers (1980er Jahre), Alexander Hoßfeld  und Constance Hoßfeld – ihre Kinder – (1990er Jahre bis 2004), Sarah Kirstin Behlen (Vizeweltmeisterin) und Lina Goncharenko (2010er Jahre).

## Ehrungen
- 1967: Silbernes Lorbeerblatt als höchste  sportliche Auszeichnung in der Bundesrepublik Deutschland
- 2016: Hall of Fame / Ehrenportal des niedersächsischen Sports